# Ogmodirus
Ogmodirus es un género extinto de plesiosaurio con un cuello extremadamente largo que vivió en el Cretácico. Puede tratarse de un miembro de la familia Elasmosauridae, un grupo de plesiosaurios relacionados con Elasmosaurus, pero la condición de los fósiles descubiertos implica que el género es un nombre dudoso. La especie tipo, Ogmodirus martini, fue nombrada por Samuel Wendell Williston y Roy L. Moodie en 1913. El espécimen original consistía de una pelvis, elementos de las extremidades, y más de cincuenta vértebras cervicales descubiertas en Cloud County, Kansas. Una segunda especie, Ogmodirus ischiadicus, ha sido luego referida a Styxosaurus. Sepkoski (2002) asignó a Ogmodirus a Plesiosauria, sin asignación más específica.